# Centre Marcel-Bonin
Le Centre Marcel-Bonin est une aréna de Joliette qui accueille Les Sportifs de Joliette, équipe de hockey de la Ligue de Hockey Senior A de la Mauricie (LHSAM).
Il accueille également le hockey mineur et le club de patinage artistique Les Étoiles d'Argent. Les utilisateurs du centre disposent de 227 cases de stationnement.

## Histoire
Durant les années 2000, le Centre Récréatif Marcel-Bonin a accueilli deux équipes de la Ligue de Hockey Junior AAA qui se nomme aujourd'hui La Ligue de Hockey Junior Du Québec. Il s'agit de L'Action de Joliette(remportant la Coupe Fred Page à deux reprises et les séries éliminatoires à trois reprises) et Du Trafic de Joliette. Il a également eu une équipe de la Ligue de Hockey Semi-Professionnel du Québec (Le Blizzard de Joliette), qui par la suite se nommait la Ligue Nord-Américaine de Hockey (Le Missions de Joliette, Champions des séries éliminatoires).
Durant les années 1990, Le National De Joliette qui évoluait à l'époque dans la Ligue de Hockey Collégial du Québec a aussi occupé le centre récréatif Marcel-Bonin en y remportant de nombreux matchs importants et plusieurs coupes mémorables, dont la Coupe Fred Page à 2 reprises.